# テレタビーズ
『テレタビーズ』（Teletubbies）は、イギリスのBBCで1997年3月31日から放送され、120カ国以上の国で視聴されている幼児向けテレビ番組である。番組名の由来は、キャラクターの特徴の1つとなっているお腹のテレビ（television）と、ずんぐりした体型（tubby）のかばん語である。

## 概要
4人のキャラクター、ティンキーウィンキー、ディプシー、ラーラ、ポーが、テレタビーランドという楽園の庭で、様々な遊びやダンスなどを繰り広げる物語。それぞれのキャラクターは背の高さや肌の色が異なり、人種の差を表現している。
制作は（英）ラグドール社クリエイティブ・ディレクターのアン・ウッドとアンドリュー・デボンポート。BBC放送局より「今ある子供向け番組よりも、さらに低い年齢層向けの子供番組を」と依頼を受けテレタビーズを制作する。
製作予算は800万ポンド（1ポンド150円換算で約12億円）が組まれ、1995年～2001年にかけて全365話が制作された。撮影地はラグドール本社の所在地であるイギリスミッドランド地方のストラトフォード・アポン・エイヴォン郊外で、農場の一角にテレタビーランドの屋外セットが作られ、屋内シーン、屋外シーン共にそこで撮影が行われた。尚、番組の設定でテレタビーズのキャラクターはテレタビーランドにだけ存在するとされていたため、いかなる公式イベントにも実物のキャラクターが現れることは無く、またこの撮影地の所在も極秘にされた。全365話の撮影が終了すると撮影地は農場に返された。

## 番組
テレタビーズは番組を通じて自然に身につく教えや、押しつけがましくない教育を目指して作られている。このため子供たちが自然に番組に引きつけられるよう随所に工夫がされている。例えばナレーションとキャラクターとの会話で、言葉と言葉の間隔を十分にあけることで、ナレーションの問いかけに対して、キャラクターよりも視聴している子供たちに先に答えさせようと仕掛けていることや、キャラクターの話す言葉や発音をたどたどしくすることで、同世代の友達と遊んでいるような感覚を演出し緊張感をなくしている。
テレタビーズはファンタジーな世界の物語だが、見ている子供たちに「テレタビーズは本当にいるんだ」という現実感を持たせるよう、番組中に実世界の子供たちの生活などをテーマにしたショートフィルムを流して、現実とのつながりを表現している。尚、このショートフィルムはテレタビーランドの丘にある魔法の風車が回ると、キャラクターの頭部のアンテナが映像を受信してお腹のテレビ画面で映し出す仕組みだが、この時全く同じ映像が2回繰り返して流されるため、制作の手抜きに思われている節がある。しかし実はこれも番組の工夫の1つで、同じ内容の映像を繰り返すことにより、子供たちに次に起こることの予測がしやすいよう仕掛け、予測力を養っているのである。この他にも、同じ動物が2頭並んでやってきたり、同じ船が3艘並んでやってきたりと、ところどころに数の概念が盛り込まれており、数えることを養う工夫もされている。
このような内容から、番組は乳幼児の視聴者層を狙ったものだったが、平和なテレタビーランドでキャラクターたちが愛嬌を振りまくその姿が癒しの効果を生み、乳幼児のみならず世界の大人たちの心をも捉えることになった。1997年には、「テレタビーズ〜あめあめふれふれ〜」のストーリーで、第24回 日本賞（NHKで1965年より開催されている教育番組国際コンクール）を受賞している。他にも主題歌の『Teletubbies say "Eh-oh!"』（邦題：『"エッオー!"〜テレタビーズとあ・そ・ぼ〜』）のCDは、1997年12月にイギリスの国民的スター、ロビー・ウィリアムズの『Angels』を抑えて全英シングルチャート1位、累計売上130万枚を記録している。日本でもフジテレビの深夜に放送されていた音楽番組『BEAT UK』で1997年最後のシングルチャートNo.1を獲得した。
イギリスではティンキーウィンキーのキャラクター性について、紫色・頭の三角マーク・女性らしい赤いハンドバッグという特徴がドラァグ・クイーンを彷彿とさせ、乳幼児向け番組には相応しくないと騒動があり、逆にこの騒動でアメリカの男性同性愛者にテレタビーズが人気となって、ティンキーウィンキーのグッズ売り上げが伸びた。

## 10周年記念
2007年3月に放送開始10周年を迎え世界各地で記念イベントが行われた。この時イギリスで行われたプレス向けのキックオフイベントで、制作者のアン・ウッドとアンドリュー・デボンポートよりテレタビーズの4人にテレタビーランド製のパスポートが発行された。このことでテレタビーズはテレタビーランドの外に出ても良いという設定に変わり、実物のテレタビーズがイベントに参加出来るようになる。
一般向けの10周年記念イベントでは主にニューヨークで大きなものが行われた。この時初めてテレタビーズが一般に姿を見せ、ニュース番組への生出演や、ニューヨークの街を歩くパフォーマンスを行った。期間限定でグッズなどを販売するショップもオープンし、ニューヨーク市長は2007年3月29日を「テレタビーズデー」と制定した。また、イギリスで行われているCbeebies Live!（BBC放送のキャラクターショー）にも10周年を境にテレタビーズが出演するようになる。2009年9月～10月には新しい世代へのアピールと称し、DVDやグッズの発売と共にイギリス各地のショッピングセンターで、テレタビーズの生出演する無料のライブイベントが行われた。

## 25周年記念
2022年4月26日に、ニューヨークのエンパイア・ステート・ビルディングにテレタビーズの4人が訪れ、25周年の記念式典が行われた。
この夜エンパイア・ステート・ビルディングは、テレタビーズにちなみ、紫、緑、黄、赤の4色でライトアップされた。

## 復活
2014年にテレタビーズの新シリーズが60話制作されることが発表された。復活版は北米・ヨーロッパ・中東・アフリカ・オーストラリアで放送されている。ただし、リブートはアジアの少数の国で放送されている。
その後、Netflixでも2022年11月14日から再リブートを配信することが同年9月に発表され、同年10月19日には公式サイトやYouTubeにて予告映像が公開された。

### テレタビーズがイベントで訪れた国と場所

#### オリジナルシリーズ
イギリス（ロンドン）
シティ・ホール、ビッグ・ベン、ロンドン・アイ
ドイツ（ブレーメン、ダルムシュタット、ハレ、ハンブルク、ケルン、ハノーファー）
アメリカ（ニューヨーク）
グランド・セントラル駅、タイムズスクエア、自由の女神、アポロ・シアター
オランダ（アムステルダム）
ダム広場、NH グランド ホテル クラスナポルスキー
フランス（パリ）
エッフェル塔、凱旋門、シャンゼリゼ通り、コンコルド広場
シンガポール（シンガポール）
ラッフルズ・ホテル

#### リバイバルシリーズ
アメリカ（ニューヨーク、シカゴなど）
アメリカ国際玩具見本市、 米国各地の主要局の朝の生放送番組
ギリシャ（アテネ）

## キャラクターと設定

### テレタビーズ
本作の主人公たち。一人称はそれぞれ自分の名前。全員舌足らずな喋り方で、口癖は「エッオー」「オッオー」（前者は挨拶する時、後者はまずい状況やうっかりやった時に言う）。
ティンキーウィンキー（Tinky Winky）
菫色のテレタビーズ。逆三角型のアンテナ。男の子。1番背が高い。
赤いハンドバッグがお気に入りで、先述の通り中性的な印象を受ける。性格は紳士的でおっとり屋。失敗も多いが芯が強く大変優しい。
ディプシー（Dipsy）
ライム色のテレタビーズ。真っ直ぐのアンテナ。男の子。2番目に背が高い。
白地に黒い斑模様の帽子がお気に入り。ダサい事を嫌うが、怖がりな一面も。運動神経が良く、ダンスの名手。
ラーラ（Laa-Laa）
黄色のテレタビーズ。1回渦を巻いているアンテナ。女の子。3番目に背が高い。
明朗快活で好奇心旺盛なおてんば娘で、オレンジ色のボールがお気に入り。
ポー（Po）
赤色のテレタビーズ。丸型のアンテナ。女の子。最も背が低い。
普段はおとなしい性格だが、実は気が強く、特技はカンフーと言う猛者。ピンクと青のスクーターがお気に入り。広東語を話すことができる。

### その他のキャラクター
ヌーヌー（Noo-noo）
青色のロボット掃除機。テレタビーズの住むドーム内で活動する。
ベビーサン（Baby Sun）
黄色赤ちゃんの顔をした太陽。番組の始まりで登り、終わりに沈むが、テレタビーランドに夜という設定は無い。
ボイス・トランペット（Voice Trumpet）
テレタビーランドに草のように生えてくるマイク。テレタビーズの家の中にもいる。「テレタビーズの時間だよ」「テレタビーズはどこ?」が口癖。
花（Flower）
テレタビーランドに咲いている花。喋ることはできるが、時々毒舌を言うことがある。
ウサギ（Rabbit）
テレタビーランドに住んでいるウサギ。

### テレタビーランドの設備
バッグ（Bag）
ティンキーウィンキーのお気に入りの赤いバッグ。何でも入るとても不思議なハンドバッグで、ポーのスクーターでさえ入る。
帽子（Hat）
ディプシーのお気に入りのぼうし。かぶり方に特徴があり、これをかぶるとカッコいいダンスステップがばっちり決まる。
ボール（Ball）
ラーラのお気に入りのオレンジ色のボール。とてもよく弾んでどこでも遊べる。
スクーター（Scooter）
ポーのお気に入りのスクーター。乗り方がとても上手で、すごいスピードで走ることも出来る。
タビーテーブル（Tubby Table）
テレタビーズはこのテーブルでトーストを食べたりカスタードを飲んだりする。
タビートースター（Tubby Toaster）
テレタビーズの主食であるタビートーストを製造する機械。本体横の青いボタンを押すことで起動。時々故障して出てこなかったり、出すぎて部屋中をタビートーストで埋め尽くすことがある。
タビーカスタードマシン（Tubby Custard Machine）
テレタビーズのおやつであるタビーカスタードを製造する機械。本体上部の緑色のスイッチで起動。タビートースター同様故障することがあり、部屋中にカスタードをまき散らして汚したり、滑らせたりする。
タビーベッド（Tubby Beds）
テレタビーズはここでお昼寝する。自分のベッドは決まっているが、たまに間違えることも。

## 放送
日本では地上波でテレビ東京にて1999年4月から2000年9月まで月曜・火曜（2000年4月からは水曜日も）朝8時に本放送され、系列局や一部独立局などでも放映された。

※系列局によっては放送時間が異なった。たとえばテレビ大阪では1999年4月〜2000年9月には土曜日8:30 - 9:00に放送。

衛星放送ではBSジャパン（現在のBSテレ東）、キッズステーション（第156話まで 1999年10月7日 - 2015年）が放映した。
なお、キッズステーションでは『テレタビーズとあそぼ！（Teletubbies Everywhere）』も放送したことがある。

### 放送局
| 放送日付                                              | 放送時間                                         | 放送局                | 放送地域   | 系列           | 遅れ              |
| ----------------------------------------------------- | ------------------------------------------------ | --------------------- | ---------- | -------------- | ----------------- |
| 1999年4月5日 - 2000年9月26日                          | 月曜・火曜 8:00 - 8:30 →月・火・水曜 8:00 - 8:30 | テレビ東京（TX）      | 関東広域圏 | テレビ東京系列 | 同時ネット        |
| 1999年4月10日 - 2000年9月30日                         | 土曜 8:00 - 8:30                                 | テレビ大阪（TVO）     | 大阪府     | テレビ東京系列 | 5日遅れ           |
| 1999年4月9日 - 2000年9月29日                          | 金曜 8:00 - 8:30                                 | テレビ北海道（TVH）   | 北海道     | テレビ東京系列 | 4日遅れ           |
| 1999年4月10日 - 9月25日 1999年10月1日 - 2000年9月29日 | 土曜 8:00 - 8:30 金曜 8:00 - 8:30                | テレビ愛知（TVA）     | 愛知県     | テレビ東京系列 | 5日遅れ ↓ 4日遅れ |
| 1999年4月12日 - 2000年                                | 月曜 8:05 - 8:35                                 | テレビせとうち（TSC） | 岡山県     | テレビ東京系列 | 1ヶ月遅れ         |
| 2002年 - 2004年（不定期放送）                         | 水曜 8:00 - 8:30                                 | TVQ九州放送           | 福岡県     | テレビ東京系列 | 約2年〜4年遅れ    |
| 1999年10月4日 - 不明                                  | 不明                                             | 奈良テレビ            | 奈良県     | 独立局系       |                   |
| 1999年10月7日 - 不明                                  | 不明                                             | びわ湖放送            | 滋賀県     | 独立局系       |                   |
| 1999年10月7日 - 不明                                  | 不明                                             | 岐阜放送              | 岐阜県     | 独立局系       |                   |
| 1999年10月7日 - 2013年1月                             | 不定期                                           | キッズステーション    | 日本全国   | 衛星放送       | 6ヶ月遅れ         |

## 日本語版の情報

### 声優
| キャラクター         | テレビ東京版 （1999年） | YouTube版 （2021年） | Netflix版 （2022年） |
| -------------------- | ----------------------- | -------------------- | -------------------- |
| ティンキーウィンキー | 大川透                  | 最上嗣生             | 手塚祐介             |
| ディプシー           | 真殿光昭                | 保住有哉             | 地蔵堂武大           |
| ラーラ               | 近藤玲子                | 小橋里美             | 内藤有海             |
| ポー                 | 遠藤勝代                | 森優子               | 田中貴子             |
| ボイス・トランペット | 小形満                  | 不明                 | 今泉葉子             |
| ルールー             |                         | 不明                 | 神戸光歩             |
| ダーダー             |                         | 不明                 | 岡村明香             |
| ニニ                 |                         | 不明                 | 今泉葉子             |
| ジュリア             |                         | 不明                 | 大平あひる           |
| アンビー・パンビー   |                         | 不明                 | 関根瞳               |
| ナレーター           | 江原陽子 牛山茂         | 不明                 | 不明                 |
| その他               | ※                       |                      | 南優衣 北島瑞月      |

※マウスプロモーション所属の声優の出演が多い。

### 日本語版スタッフ
オリジナル版
- 翻訳 - 太田奈美
- 演出 - 村田さち子、本吉伊都子、百瀬浩二
- 日本語版配給 - プリティシュ・テレビジョン⇒BBCワールドワイド・ジャパン
- 日本語版制作 - テレビ東京、グロービジョン

2022年復活版

### 主題歌
- 「"エッオー!"〜テレタビーズとあ・そ・ぼ〜」
  - 原作詞・作曲：アンドリュー・マクローリー＝シャンド（英語版）
  - 日本語詞：村田さち子
  - 歌：牛山茂
  - 「Teletubbies say "Eh-oh!"」の日本語版。
  - 2000年6月21日にファースト・スマイルエンタテインメント（販売元：ポニーキャニオン）からシングルCD（規格品番：FSCA-10132）として発売。英語（原語）版も同時収録。

### 放映リスト
いくつかのエピソードは日本語版吹き替え付きでVHS・DVDに収録されている。
| No  | サブタイトル             | 原題                         |
| --- | ------------------------ | ---------------------------- |
| 1   | ポーとはた               | Ned's Good Bike              |
| 2   | タビーカスタード         | Our Pig Winnie               |
| 3   | 魔法のたいこ             | The Grand Old Duke of York   |
| 4   | 子守唄でおやすみ         | Naughty Sock                 |
| 5   | タビーダンス             | Painting With Hands And Feet |
| 6   | スイッチ入れよう         | Lambs                        |
| 7   | 水たまりで遊ぼう         | Playing in the Rain          |
| 8   | お散歩行こう             | Dad's Lorry                  |
| 9   | スカートで踊ろう         | Numbers 1 (Ver.1)            |
| 10  | お花とじょうろ           | Making Flowers               |
| 11  | ライオンとクマ           | See-Saw                      |
| 12  | 望遠鏡をのぞこう         | Photo Faces                  |
| 13  | みんなであいさつ         | Owl Babies                   |
| 14  | あしおとは静かに         | Larette Tap Dancing          |
| 15  | いすに座ろう             | Emily and Jester             |
| 16  | バッグに入れよう         | Delilah Packing              |
| 17  | みんなでゴロン           | Humpty Dumpty                |
| 18  | タビートースト！         | Feeding the Chickens         |
| 19  | ラーラのボール           | Helicopter                   |
| 20  | 片足で立てるかな         | Balancing                    |
| 21  | クモがやって来た         | Building a Barbecue          |
| 22  | 何人になったかな         | Jumping                      |
| 23  | 何が見えるかな           | Rockpool                     |
| 24  | お散歩の途中で           | Drawing Cacti                |
| 25  | 雨とすべり台             | Washing the Bus              |
| 26  | おなかがいっぱい         | Café Chocolate               |
| 27  | ポーのスクーター         | Emily and the Trap           |
| 28  | ぼうしはどこ？           | The Beach                    |
| 29  | みんなでゴロゴロ         | Rolling                      |
| 30  | 2人であそぼ              | Numbers 2 (Ver.1)            |
| 31  | ふしぎな雲               | Swimming With Stephanie      |
| 32  | わんぱくヌーヌー         | Yellow Cow                   |
| 33  | ふしぎなおうち           |                              |
| 34  | みんななかよし           |                              |
| 35  | プレゼントは何？         | Strawberry Picking           |
| 36  | 魔法のえほん             | Painting Swings              |
| 37  | 食べすぎに注意！         | My Mum's a Doctor            |
| 38  | ちょうちょが来た         | Butterfly                    |
| 39  | いろんなボール           |                              |
| 40  | かくれんぼしよう         | Dirty Dog                    |
| 41  | みんなの宝物は？         |                              |
| 42  | すてきなぼうし           |                              |
| 43  | ひとりで遊ぼう           |                              |
| 44  | たこ上げしよう           |                              |
| 45  | もう１枚食べよう         |                              |
| 46  | 新しいお遊びとは？       |                              |
| 47  | すてきなお歌             |                              |
| 48  | ラーラの宝物             |                              |
| 49  | こまったヌーヌー         |                              |
| 50  | ポーと雲                 |                              |
| 51  | かくれんぼでプー         |                              |
| 52  | ボールとボヨン           |                              |
| 53  | スクーターに乗ろう       |                              |
| 54  | 手をつなごう             |                              |
| 55  | 体操しよう               |                              |
| 56  | 魔法のお星さま           |                              |
| 57  | スクーターはどこ？       |                              |
| 58  | いたずらヌーヌー         |                              |
| 59  | 丘にのぼろう             |                              |
| 60  | すべり台であそぼう       |                              |
| 61  | おうたでダンス           |                              |
| 62  | なかよしタビートースト   |                              |
| 63  | わんぱくポー             |                              |
| 64  | みんなでワン             |                              |
| 65  | 数をかぞえよう           |                              |
| 66  | かくれてるのは誰         |                              |
| 67  | うたおう4                | Numbers 4 (Ver.1)            |
| 68  | ポーは台風               |                              |
| 69  | しずかにしずかに         |                              |
| 70  | どこに置いたの？         |                              |
| 71  | ぐるぐる回ろう           |                              |
| 72  | 体をあらおう             |                              |
| 73  | すべり台で大笑い         |                              |
| 74  | ディプシーのダンス       |                              |
| 75  | ボールつかまえて         |                              |
| 76  | ラーラとえほん           |                              |
| 77  | ポーについていこう       |                              |
| 78  | スクーターのへんなおと   |                              |
| 79  | ぶつからないで           |                              |
| 80  | タビートーストを食べよう |                              |
| 81  | かがみでおしゃれ         |                              |
| 82  | さあおきて               |                              |
| 83  | 汚れたひざこぞう         |                              |
| 84  | あっちとこっち           |                              |
| 85  | かくれんぼ               |                              |
| 86  | 8つ数えよう              | Numbers 8 (Ver.1)            |
| 87  | ポーとタビーカスタード   |                              |
| 88  | 汚れたイス               |                              |
| 89  | 9りんのお花              |                              |
| 90  | かべを回ろう             |                              |
| 91  | ヘンな足音               |                              |
| 92  | 挑戦しよう               |                              |
| 93  | ギターがやってきた       |                              |
| 94  | よーいドン！             |                              |
| 95  | 遊びたいよ               |                              |
| 96  | 走って回ろう             |                              |
| 97  | つかれてないよ           |                              |
| 98  | ふえを吹こう             |                              |
| 99  | もどっておいで           |                              |
| 100 | あっちでエッオー！       |                              |
| 101 | 雨が降ってきた           |                              |
| 102 | ボールはどこ？           |                              |
| 103 | 起きてポー               |                              |
| 104 | どっちにしよう           |                              |
| 105 | まほうのお花             |                              |
| 106 | バッグとお歌             |                              |
| 107 | スカートはどこ？         |                              |
| 108 | ラーラのプレゼント       |                              |
| 109 | ポーと水たまり           |                              |
| 110 | 走ってダンス             |                              |
| 111 | ヌーヌーのおかたづけ     |                              |
| 112 | 4つのプレゼント          |                              |
| 113 | あかりとゲーム           |                              |
| 114 | 待って待っていこう       |                              |
| 115 | お星さまどこいくの？     |                              |
| 116 | ディプシーのプレゼント   |                              |
| 117 | 雪が降ってきた           |                              |
| 118 | ラーラのお歌             |                              |
| 119 | みんなびちゃびちゃ       |                              |
| 120 | 風船が飛んできた         |                              |
| 121 | ゆっくり飲もう           |                              |
| 122 | 待てるかな？             |                              |
| 123 | ぼうしをかえして         |                              |
| 124 | てぶくろでダンス         |                              |
| 125 | ヌーヌーを洗おう         |                              |
| 126 | みんなで体操             |                              |
| 127 | ひもを引っ張ろう         |                              |
| 128 | どこに立ってるの？       |                              |
| 129 | にげてもどって           |                              |
| 130 | ぼうし大好き             |                              |
| 131 | いろんな歩き方           |                              |
| 132 | どうやって取るの？       |                              |
| 133 | 体操だいすき             |                              |
| 134 | あの音なーに？           |                              |
| 135 | カスタードが出ないよ     |                              |
| 136 | 宝物はどこ？             |                              |
| 137 | お水をあげよう           |                              |
| 138 | カスタードで音楽を       |                              |
| 139 | みんなで走ろう！         |                              |
| 140 | 自分で作ろう！           |                              |
| 141 | ボールとダンス           |                              |
| 142 | 足をあらおう（*）        |                              |
| 143 | ひつじの赤ちゃん         |                              |
| 144 | 横にあるこう             |                              |
| 145 | 誰がたべるの？           |                              |
| 146 | みんなでおさんぽ         |                              |
| 147 | おうちの上でダンス       |                              |
| 148 | ポーはどこ？             |                              |
| 149 | ふたりでボールあそび     |                              |
| 150 | あぶないよポー           |                              |
| 151 | ひみつのダンス           |                              |
| 152 | 犬がやってきた           |                              |
| 153 | 寝る場所がないよ         |                              |
| 154 | みっつ数えよう           | Numbers 3 (Ver.1)            |
| 155 | 風船をつかまえよう       |                              |
| 156 | みどり大好き！           |                              |

（*）142話は日本語翻訳版が存在するが、テレビ放映やDVD等への収録は無かった。

## 影響
- アンブレイカブル - 映画内で子供向けの番組を示す言葉として引用されている。

## 各国のサイト（外部リンク）
- Teletubbies - WildBrain（英語）
- Teletubbies on PBS（英語）
- テレタビーズ - ウェイバックマシン（2012年6月20日アーカイブ分） - キッズステーション
- テレタビーズ - ウェイバックマシン（2000年8月15日アーカイブ分） - @nifty
- テレタビーズ - 日本版公式サイト ※東北新社がライセンス

| テレビ東京 月・火曜日8:00 - 8:30枠 | テレビ東京 月・火曜日8:00 - 8:30枠             | テレビ東京 月・火曜日8:00 - 8:30枠  |
| 前番組                             | 番組名                                         | 次番組                              |
| ---------------------------------- | ---------------------------------------------- | ----------------------------------- |
| ケロケロちゃいむ ※再放送           | テレタビーズ （1999年4月 - 2000年9月）         | モーニングテレショップ ※8:00 - 8:55 |
| テレビ東京 水曜日8:00 - 8:30枠     |                                                |                                     |
| ポポロクロイス物語 ※再放送         | テレタビーズ （2000年4月 - 2000年9月）         | モーニングテレショップ ※8:00 - 8:55 |
| テレビ東京 月曜日15:00 - 15:30枠   |                                                |                                     |
| ふりむけば歌の道                   | テレタビーズ ※再放送 （2001年1月 - 2001年3月） | 午後のロードショー ※13:30 - 15:30   |